# Éric Prissette
Éric Prissette, né le 25 août 1964 au Nouvion-en-Thiérache, est un footballeur professionnel et vigneron français.
Il évoluait au poste de Défenseur central ou arrière droit. Il devient ensuite vigneron.

## Carrière sportive

### Clubs
. Selectionné en équipe de France pour les JO de Los Angeles en 1984 ( 2 matches joués)
- 1983-1984 :  Lille OSC (D1) : 6 matchs, 0 but[1]
- 1984-1985 :  Lille OSC (D1) : 8 matchs, 0 but
- 1985-1986 :  Lille OSC (D1) : 25 matchs, 0 but
- 1986-1987 :  Lille OSC (D1) : 29 matchs, 1 but
- 1987-1988 :  Lille OSC (D1) : 29 matchs, 2 but
- 1988-1989 :  Lille OSC (D1) : 18 matchs, 0 but
- 1989-1990 :  Lille OSC (D1) : 3 matchs,  0 but
- 1990-1991 :  Le Havre AC (D2) : 29 matchs, 0 but
- 1991-1992 :  Châteauroux (D2) : 9 matchs, 0 but
- 1992-1993 :  Châteauroux (D2) : 5 matchs, 0 but

### Palmarès
- Champion de D2 avec Le Havre AC en 1991

## Carrière dans le monde du vin
Il devient vigneron à Bordeaux, avec le Château Rol Valentin (saint-émilion) puis le Château du Roc (castillon-côtes-de-bordeaux), et s'installe ensuite dans le Languedoc, en créant le Domaine Villa Symposia (languedoc).